# Termisztor

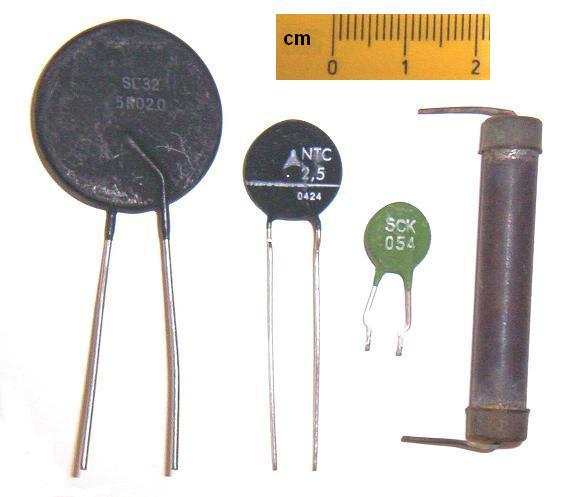
Különböző kialakítású termisztorok

A termisztor egy olyan két kivezetésű áramköri elem, amely hő hatására számottevően megváltoztatja elektromos ellenállását – az ellenállás-változás nagysága milliószorosa a fémeknél tapasztalt változásnak. A hőmérsékletfüggő ellenállás-változást hőfokkapcsolókban, szabályozó áramkörökben használják fel. Termisztor található például a laptop készülékek akkumulátor-töltőiben, automata mosógépek motorvédő elektronikáiban, képcsöves televíziókban.

## Története

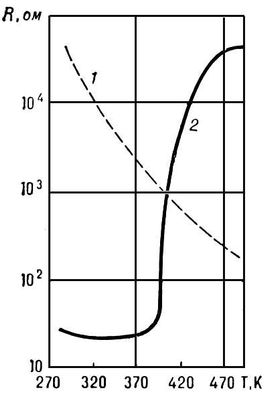
Különböző termisztorok ellenállásának változása a hőmérséklet függvényében
1) NTK
2) PTK

Az első negatív karakterisztikájú (NTK) termisztort 1833-ban fedezte fel Michael Faraday, amikor ezüst-szulfid ellenállását vizsgálta a hőmérséklet függvényében. Kísérletei során azt tapasztalta, hogy az ezüst-szulfid elektromos ellenállása drámaian csökkent, ha a környezeti hőmérséklet növekedett. Mivel a termisztorok gyártása akkoriban számos nehézségbe ütközött, csak 1930-ban szabadalmaztatta Samuel Ruben.

## Működése

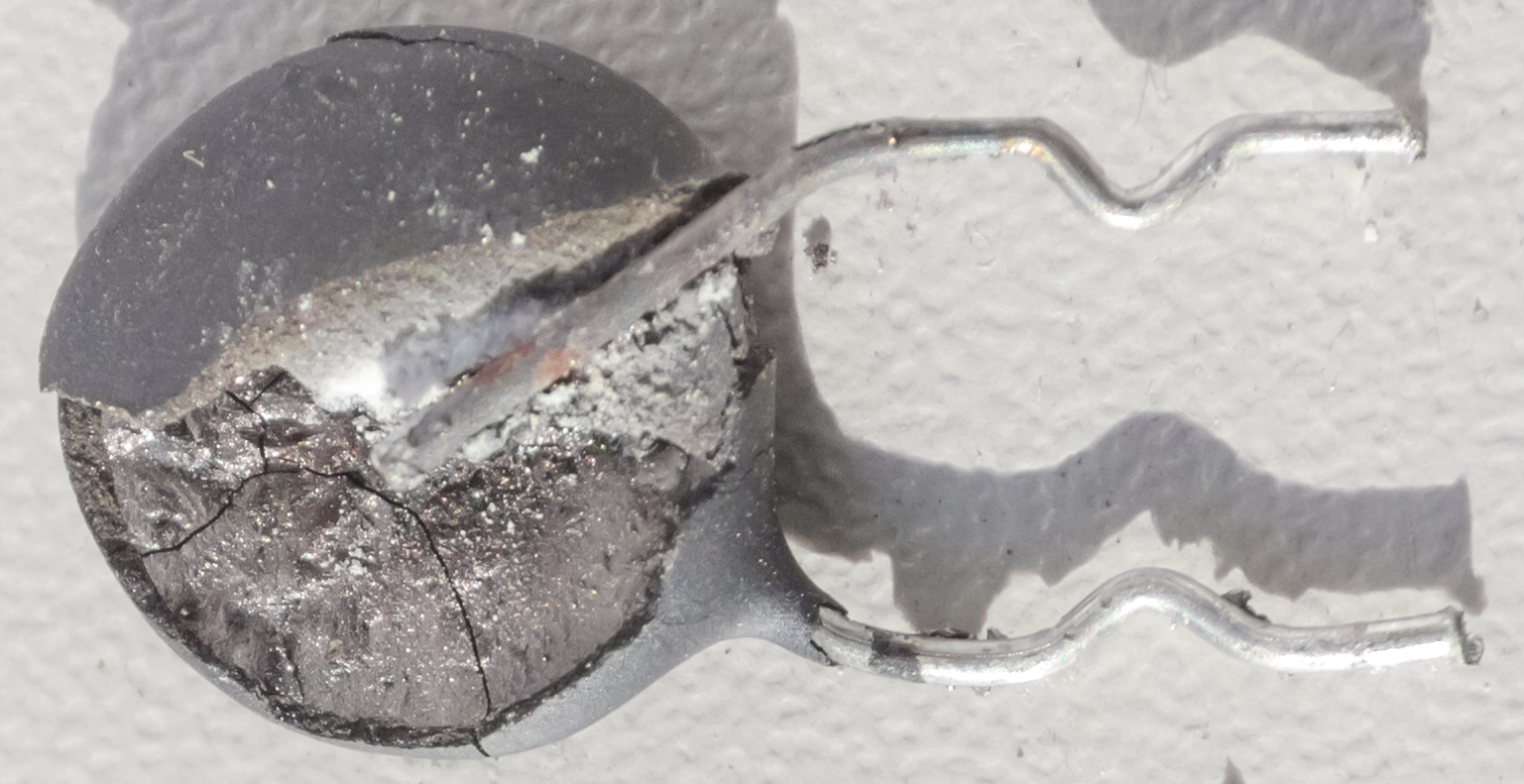
Tönkrement NTK termisztor, mely indítóáram korlátozó funkciót töltött be egy kapcsolóüzemű tápegységben. A (túlmelegedés okozta) meghibásodás legvalószínűbb oka tervezési hiba miatti túlterhelés (az alkatrészt a táp teljesítményéhez képest aluldimenzionálták)

Minden termisztor a  termorezisztivitás  jelenségén, azaz az elektromos ellenállás hőmérséklet-függőségének felhasználásán alapszik. Hőmérséklet  hatására minden anyag változtatja fajlagos ellenállását, de a változás mértéke anyagonként változik. A termisztor készítéséhez olyan anyagokat használnak fel, amelyeknél a hőfokfüggő ellenállás-változtató tulajdonság sokkal markánsabban jelentkezik, mint például a fémek esetében. Az ellenállás-változás anyagtól függően lehet olyan irányú, hogy 
- növekvő hőmérséklet hatására a termisztor ellenállása csökken (1 jelű szaggatott görbe), vagy
- növekvő hőmérséklet hatására a termisztor ellenállása növekszik (2 jelű folyamatos görbe).

Ha a termisztor anyagát úgy választják meg, hogy a termisztor ellenállása csökken a hőmérséklet növekedésével, akkor negatív karakterisztikájú termisztorról van szó, amelyet a magyar terminológiában NTK jellel, az angol nyelvű irodalomban pedig NTC rövidítéssel jelölik. Értelem szerint a pozitív karakterisztikájú termisztorokat PTK, illetve angolul PTC jelekkel jelölik. Bizonyos körülmények között PTK termisztornak tekinthető minden izzólámpa.
Azoknál a termisztoroknál, amelyek ellenállása csökken a hőmérséklet növekedésének hatására (NTK), fontos, hogy a termisztor ne lépje túl a katalógusban reá engedélyezett maximált teljesítményt. Ellenkező esetben a termisztoron átfolyó áram azt tovább melegítené, ami további ellenállás-csökkenést okozna, ami további áramnövekedést, melegedést az eszköz tönkremeneteléig idézné elő.

## Típusai

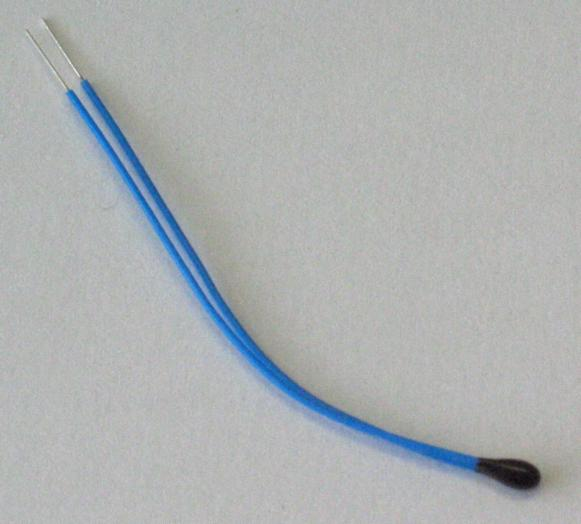
Gyöngytermisztor

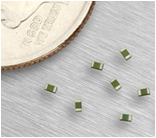
Felületszerelt áramkörökben használatos termisztorok. Méretük cca. 1mm

A termisztorok méretei és alakja az alkalmazás céljától függően változhatnak. Alak szerint megkülönböztetnek
- tárcsatermisztort,
- egyéb alakú termisztort,
- gyöngytermisztort és
- felületszerelt termisztort.

Az összes itt felsorolt típus NTK vagy PTK változatban és az adott áramkörhöz illeszkedő ellenállásértékekkel kapható a kereskedelemben.

## Alkalmazási területe
Termisztort az ipari és szórakoztató elektronika területén számos helyen alkalmaznak. Így például:
- Képcsövet tartalmazó televízió-vevőkészülékek sorvégcső-áramköreiben
- Hordozható készülékek (például laptop) akkumulátorainak védelmére szolgáló elektronikus áramkörökben
- Transzformátorok túlmelegedésének érzékelésére[7]
- Elektromotorok túlmelegedésének érzékelésére[7][8]
- Jelfogó meghúzási vagy elengedési idejének késleltetésére[7]
- Hőmérséklet mérésére[1]
- Rádióamatőr célokra (stabilizálás)
- Számítógép tápegységekben a szellőző motor fordulatszámának szabályozására.

## Előnyei
- kis mérete és nagy hőérzékenysége miatt alkalmas kis kiterjedésű testek, kis légterek hőmérsékletének mérésére és
- gyors hőváltozások követésére.

## Hátrányai
- csak nagy szórással gyártható, alkatrészcsere különös gonddal végezhető;
- instabilitás, melynek oka a termisztor-kristályok szerkezetében rejlik;
- öregedés, melynek során a termisztor megváltoztatja eredeti 25 °C-on mért ellenállását[9]
- korlátozott hőmérséklet-tartomány: az általános célú termisztor -50 °C és 110 °C között használható. A pontos értékekről az adatlapok tájékoztatnak.[10]